# Triestina Hockey 1966
Questa voce raccoglie le informazioni riguardanti l'Unione Sportiva Triestina Hockey nelle competizioni ufficiali della stagione 1966.

## Maglie e sponsor
| 1ª divisa |

## Rosa
- Allenatore:  Mario Cergol